# 星野唯三
星野 唯三（ほしの ゆいぞう、1882年1月18日 - 1967年1月3日）は、日本の経営者。第3代日清製粉代表取締役社長。

## 経歴
群馬県館林町の酒造家の次男として生まれる。学業優秀で、終始首席を占め、1904年に東京高等商業学校（現一橋大学）を卒業した。
同級生に佐藤尚武（元参議院議長）、向井忠晴（元三井物産会長）、梁瀬長太郎（ヤナセ創業者）、橋本万之介（元東北配電総裁）、前田幸太郎（元横浜市立大学学長）、斎藤浩介（元日立精機社長）、堀文平（元富士紡績社長）などがいた。
京都の大実業家の養子となることとなっていたが、兄が急逝したため生家を継ぎ、正田氏ほか館林の有力実業家の推挙を受け、日清製粉館林工場支配人や、小泉銀行監査役などを務めた。
1919年に臨時株主総会で日清製粉取締役に選任され、1924年に常務取締役に昇格。1933年、定款変更により代表取締役3名制となったことに伴い正田貞一郎らとともに代表取締役に就任。
1936年、日清製粉専務取締役。1940年に定款変更により社長制がとられ、取締役社長に就任。1942年、中央食糧営団理事。1947年、日清製粉取締役を辞任し、監査役に就任。1956年、監査役を辞任し、顧問に就任。